# Ӝ
La Zhe con diéresis (Ӝ ӝ; cursiva: Ӝ ӝ) es una letra de la escritura cirílica. Su forma se deriva de la letra zhe (Ж ж Ж ж).
Se usa solo en el alfabeto del idioma udmurto, donde representa la africada postalveolar sonora /d͡ʒ/, al igual que la pronunciación de ⟨j⟩ en "jam". Por lo general se romaniza como ⟨dž⟩.
Ccorresponde en otros alfabetos cirílicos a los dígrafos ⟨дж⟩ o ⟨чж⟩, o a las letras che con descendiente (Ҷ ҷ), che con trazo vertical (Ҹ ҹ), dzhe (Џ џ), che jakasia (Ӌ ӌ), zhe con breve (Ӂ ӂ), o zhje (Җ җ).

## Códigos informáticos
| Carácter      | Ӝ                                         | Ӝ                                         | ӝ                                         | ӝ                                         |
| ------------- | ----------------------------------------- | ----------------------------------------- | ----------------------------------------- | ----------------------------------------- |
| Unicode       | LETRA MAYÚSCULA CIRÍLICA ZHE CON DIÉRESIS | LETRA MAYÚSCULA CIRÍLICA ZHE CON DIÉRESIS | LETRA MINÚSCULA CIRÍLICA ZHE CON DIÉRESIS | LETRA MINÚSCULA CIRÍLICA ZHE CON DIÉRESIS |
| Codificación  | decimal                                   | hex                                       | decimal                                   | hex                                       |
| Unicode       | 1244                                      | U+04DC                                    | 1245                                      | U+04DD                                    |
| UTF-8         | 211 156                                   | D3 9C                                     | 211 157                                   | D3 9D                                     |
| Ref. numérica | &#1244;                                   | &#x4DC;                                   | &#1245;                                   | &#x4DD;                                   |